# Drechslera nobleae
Drechslera nobleae är en svampart som beskrevs av McKenzie & D. Matthews 1977. Drechslera nobleae ingår i släktet Drechslera och familjen Pleosporaceae.   Inga underarter finns listade i Catalogue of Life.